# Pink Phloyd
Pink Phloyd — пятый сольный микстейп российского рэпера Pharaoh. Он был выпущен 8 июля 2017 года на лейбле Dead Dynasty. Гостевыми куплетами отметились the Chemodan, 39, Lil Morty, Acid Drop King, Boulevard Depo, Джонатан Ливингстон, Mnogoznaal и Noa . Хип-хоп-портал The Flow разместил альбом на 5 позицию «Топ-50 отечественных альбомов 2017»

## История
С момента выпуска микстейпа PHOSPHOR ходили слухи о готовящемся альбоме Pharaoh в рок звучании, которые сам Глеб подкреплял, выкладывая в сеть различные отрывки невыпущенных песен в этом стиле, а также исполняя их на концертах. 27 февраля 2017 года Pharaoh выпустил сингл Unplugged (Interlude) под акомпонимент акустической гитары, что породило еще больше разговоров о том, что рок-альбом выйдет уже в этом году. Однако 28 мая выходит новый сингл Дико, например, в котором Pharaoh возвращается к рэпу.
Спустя более, чем 2 месяцев ожиданий, 8 июля 2017 года, Pharaoh выложил альбом в сеть. Вместо ожидаемого рок-звучания, Глеб выпустил альбом, в котором выступил в образе «одинокой звезды». Инструменталы и тексты песен выполнены в ярко выраженном трэп-стиле, который до этого момента не был свойственен Pharaoh и он прибегал к нему лишь в отдельных треках.

## Музыка и тексты
Практически на протяжении всего миксейпа Pharaoh выдерживает и рассказывает об образе «одинокой звезды», об обратной стороне славы и богатства, о деньгах и девушках. Неожиданной получилась коллаборация с рэп-дуэтом the Chemodan, которым Pharaoh неоднократно выражал свое уважение, а также признался, что именно их концерт был первым, на котором он побывал. В треке «Лаллипап» использован сэмпл из культовой песни Luniz I Got 5 On It. Трек «Школа», при гостевом участии Lil Morty и 39, выполнен в стиле минималистик-трэп, набравшему в 2017 году невероятную популярность. Бонус-треком стал ремикс трека «Порнозвезда» из совместного с ЛСП мини-альбома Кондитерская, вместо Олега свой куплет записал Noa.

## Список композиций
Информация взята из Genius.
| №                   | Название                                              | Текст песни                                         | Музыка                                                         | Продюсер(ы)               | Длительность |
| ------------------- | ----------------------------------------------------- | --------------------------------------------------- | -------------------------------------------------------------- | ------------------------- | ------------ |
| 1.                  | «Pink Phloyd»                                         | Глеб Голубин                                        | Вадим Чернышев Дэкстер Дукарус                                 | 019dexter                 | 3:13         |
| 2.                  | «Проблемы» (при участии the Chemodan)                 | Глеб Голубин Валентин Суходольский Алексей Алексеев | Вадим Чернышев Павел Сочнев                                    | Meep                      | 4:14         |
| 3.                  | «Дико, например»                                      | Глеб Голубин                                        | Вадим Чернышев Даниил Бумагин                                  | White Punk                | 2:48         |
| 4.                  | «Школа» (при участии Lli Morty и 39)                  | Глеб Голубин Вячеслав Михайлов Николай Корсаков     | Вадим Чернышев Глеб Голубин                                    | Pharaoh                   | 3:17         |
| 5.                  | «Твоё место» (при участии Acid Drop King)             | Глеб Голубин Ефим Барашков                          | Вадим Чернышев Глеб Голубин                                    | Pharaoh                   | 2:42         |
| 6.                  | «Реквием по эго (Interlude)»                          | Глеб Голубин                                        | Вадим Чернышев Денис Гусев                                     | LOSTSVUND                 | 2:07         |
| 7.                  | «Лаллипап»                                            | Глеб Голубин                                        | Вадим Чернышев Глеб Голубин                                    | Pharaoh                   | 2:42         |
| 8.                  | «Louis Vitton Kiss» (при участии Boulevard Depo)      | Глеб Голубин Артём Кулик                            | Вадим Чернышев Даниил Бумагин                                  | White Punk                | 4:18         |
| 9.                  | «Одним целым»                                         | Глеб Голубин                                        | Вадим Чернышев Денис Гусев                                     | LOSTSVUND                 | 2:45         |
| 10.                 | «Много дел» (при участии Джонатан Ливингстон)         | Глеб Голубин Джонатан Ливингстон                    | Вадим Чернышев Глеб Голубин                                    | Pharaoh                   | 2:44         |
| 11.                 | «Спроси моих друзей»                                  | Глеб Голубин                                        | Вадим Чернышев Дэкстер Дукарус                                 | 019dexter                 | 2:46         |
| 12.                 | «Мелисса / Моя сука»                                  | Глеб Голубин                                        | Вадим Чернышев Михаил Домбровский Даниил Бумагин Иван Неженцев | Noa White Punk stereoRYZE | 3:04         |
| 13.                 | «Без меня» (при участии Mnogoznaal)                   | Глеб Голубин Максим Лазин                           | Вадим Чернышев Максим Лазин Дмитрий Ручкин                     | Mnogoznaal Dima Roux      | 4:03         |
| 14.                 | «Одинокая звезда»                                     | Глеб Голубин                                        | Вадим Чернышев Никита Веденечев                                | Cheney Weird              | 3:14         |
| 15.                 | «Порнозвезда (Remix) — Bonus Track» (при участии Noa) | Глеб Голубин Михаил Домбровский                     | Вадим Чернышев Александр Чирков Даниил Бумагин                 | Crazie Mugg White Punk    | 4:24         |
| Общая длительность: | Общая длительность:                                   | Общая длительность:                                 | Общая длительность:                                            | Общая длительность:       | 48:32        |